# پابوسی

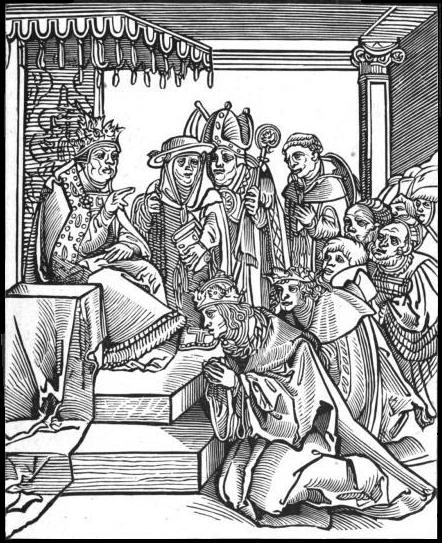
پابوسی پاپ توسط مسیحیان

پابوسی یا بوسیدن پا، عمل بوسیدن پا یا کفش یک شخص دیگر، یک حرکت تاریخی تشریفاتی و نماد سرسپردگی و تسلیم بود که از قرون وسطی اروپا تا به دوران مدرن وجود داشت. از جمله، در قانون سرسپردگی رعایا به امپراتور، در شرایط خاص پابوسی نیز انجام می‌شد. همچنین قانون پابوسی پاپ توسط شاهزادگان.

امروزه پابوسی می‌تواند یا نشانه احترام بسیار زیاد یا چاپلوسی باشد.

## در تاریخ
در سال ۱۵۲۰، درگیری شدیدی میان کریشنادوارایا از امپراتوری ویجایانگارا و سلطان اسماعیل عادل شاه از بیجاپور، بر سر کنترل شهر رایچور در ایالت کارناتاکا، هند روی داد. این درگیری، نخستین جنگی در شبه جزیره هند بود که در آن توپ جنگی به کار رفت. با پیروزی کریشنا رایا بر سپاه سلطان، اسماعیل عادل شاه پیکی به کریشنا رایا می‌فرستد و به وی پیشنهاد می‌کند که در صورتی که او اقدام به بازگرداندن رایچور و غنایم به دست آورده کند، سلطان «دوست مخلص» وی خواهد گشت. کریشنا رایا نیز در پاسخ، می‌پذیرد که همه درخواست‌های سلطان اسماعیل را انجام دهد، به شرطی که وی به پیشگاه کریشنا رایا رفته و «پایش را ببوسد.»
درایران باستان
درسطرهای ۲۸تا۳۰منشور کوروش کبیر شاهنشاه ایران آمده‌است که بعد از فتح بابل همهٔ فرمانروایان و شاهان بزرگ و کوچک از دریای مدیترانه تا خلیج فارس به بابل آمده خراج داده و بر هر دو پای کوروش کبیر شاهنشاه ایران بوسه می‌زدند در جایی دیگر آماده که علاوه بر شاهان تمام مردم بابل نیز پاهای کوروش را بوسیده‌اند.